# Yassin Musharbash

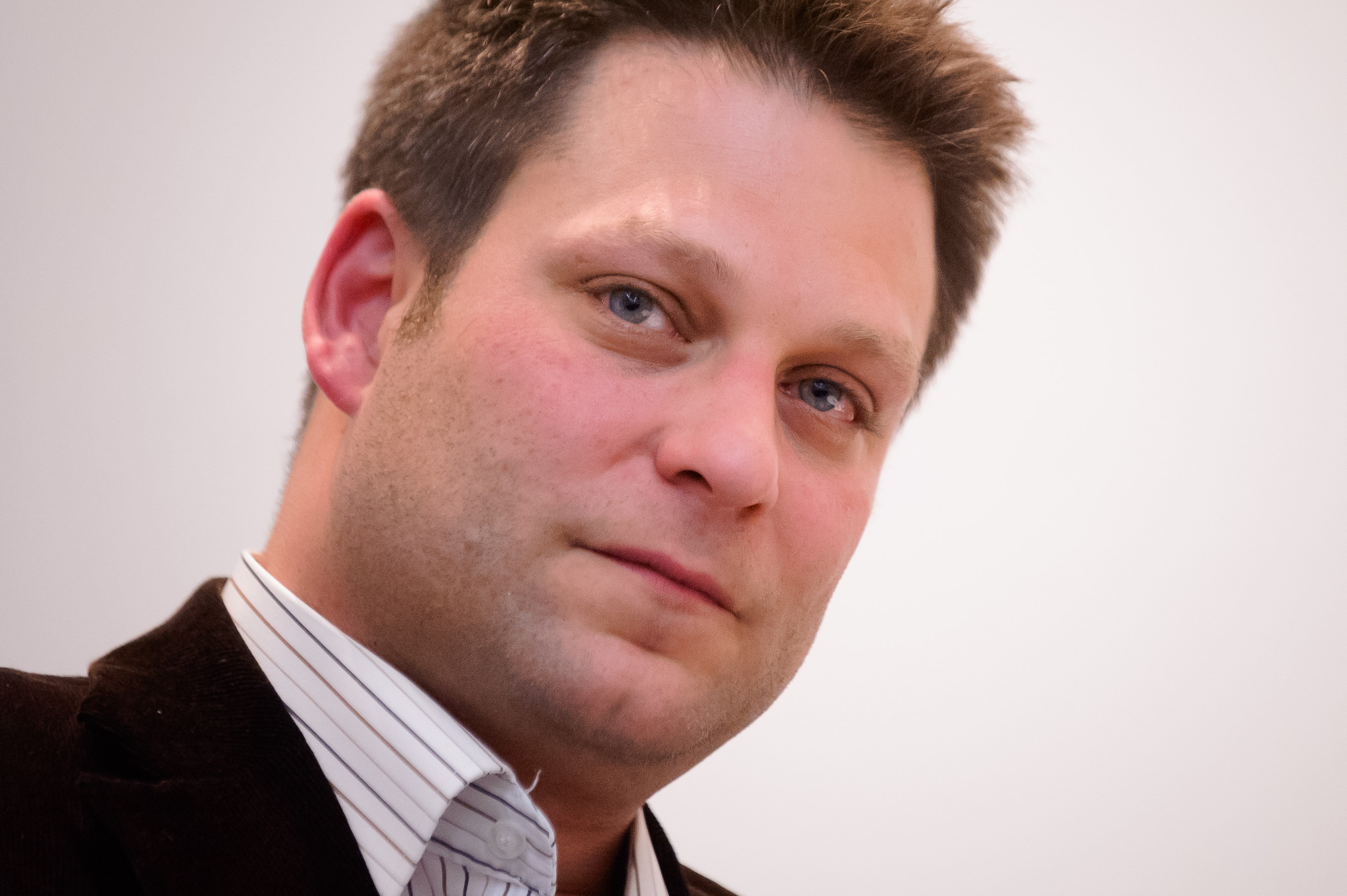
Yassin Musharbash, 2013

Yassin Musharbash (* 18. Dezember 1975 in Dissen) ist ein deutscher Journalist und Schriftsteller. 

## Leben
Musharbash, Sohn des aus Jordanien emigrierten Lehrers und SPD-Politikers Nazih Musharbash und einer Deutschen, wuchs in Bad Iburg in der Nähe von Osnabrück auf. Er studierte Arabistik und Politologie an der Georg-August-Universität in Göttingen sowie an der Universität Bir Zait im Westjordanland. 
Er begann schon während des Studiums als Journalist zu arbeiten, unter anderem für die taz, die Jordan Times und die Neue Osnabrücker Zeitung. Bis 2012 war er Redakteur in der Onlineredaktion des Spiegels. Seit 1. März 2012 ist Musharbash für das Investigativressort der Wochenzeitung Die Zeit tätig, für die er 2016/2017 aus Amman berichtete.
2006 erschien Musharbashs erstes Buch im Verlag Kiepenheuer & Witsch, das Sachbuch Die neue Al-Qaida. Innenansichten eines lernenden Terrornetzwerks. 2011 veröffentlichte er im selben Verlag seinen ersten Roman, einen Thriller unter dem Titel Radikal, der im selben Jahr auch als Hörbuch und 2013 in finnischer Übersetzung erschien. Im Jahre 2009 erschien im Heyne Verlag Wir Wickelprofis: So wird die Elternzeit für Väter zum Kinderspiel, von Markus Kamrad, Yassin Musharbash und Jonas Viering.
Sein Politthriller Radikal wurde von Jens Groß für die Bühne bearbeitet und 2012 im Berliner Maxim-Gorki-Theater uraufgeführt.
Musharbash ist Mitgründer des PEN Berlin. Er lebt in Berlin und hat zwei Töchter.

## Veröffentlichungen
- Die neue Al-Qaida. Innenansichten eines lernenden Terrornetzwerks. Kiepenheuer & Witsch, 2006, ISBN 978-3-46203-667-1.
- mit Markus Kamrad & Jonas Viering: Wir Wickelprofis. So wird die Elternzeit für Väter zum Kinderspiel. Heyne, München 2009, ISBN 978-3-453-65009-1.
- Radikal. Thriller. Kiepenheuer & Witsch, Köln 2011, ISBN 978-3-462-04338-9; ebd. 2012, ISBN 978-3-462-04448-5
- Jenseits. Thriller. Kiepenheuer & Witsch, Köln 2017, ISBN 978-3-462-05046-2.
- Russische Botschaften. Thriller. Kiepenheuer & Witsch, Köln 2021, ISBN 978-3-462-00096-2.

## „Hate Poetry“
Von 2012 bis 2015 trat Musharbash zusammen mit den Journalisten Mely Kiyak, Deniz Yücel, Özlem Topçu, Özlem Gezer, Hasnain Kazim, Doris Akrap und Ebru Taşdemir im Rahmen der „antirassistischen Leseshow“ Hate Poetry auf, bei denen sie im Stile eines Poetry Slams rassistische Leserbriefe vorlesen. „Selten war Rassismus so unterhaltsam“, urteilte darüber Die Welt, während die taz von einer „kathartischen Lesung“ sprach. In einem Beitrag für 3sat sagte Musharbash: „Das zeigt sich bei allen Briefen, die alle von uns bekommen: Dass es einfach Leute gibt, die damit nicht klarkommen, dass jemand, der einen nicht bio-deutschen Namen hat, in einer deutschen Zeitung schreiben darf. Das ist für viele offenbar ein unvorstellbarer Skandal.“

## Auszeichnungen
- Preis „Der lange Atem“ (2. Platz) des Journalistenverbands Berlin-Brandenburg für seine Berichterstattung zu den Themen Dschihadismus und Islamdebatte[3]

- Für Hate Poetry wurden Musharbash und die anderen Gründungsmitglieder in der Kategorie „Sonderpreis“ als Journalisten des Jahres 2014 ausgezeichnet. „Hate Poetry ist zur Marke und zum Vorbild für andere Redaktionen geworden: witzig, klug, unterhaltsam, schockierend und Augen öffnend. Er hilft zudem den betroffenen Journalisten, mit rassistischen Anfeindungen umzugehen“, hieß es in der Begründung der Jury.[13]

- 2018: Nannen Preis in der Kategorie Beste investigative Leistung für Ein Anschlag ist zu erwarten[14]